# Okręg Bülach
Andelfingen (niem. Bezirk Bülach) – okręg w północnej Szwajcarii, w kantonie Zurych. Siedziba administracyjna okręgu znajduje się w miejscowości Bülach. 

## Podział administracyjny
Okręg składa się z 22 gmin (Politische Gemeinde) o powierzchni 184,88 km² i o liczbie mieszkańców 160 967.
Gminy:
1. Bachenbülach
2. Bassersdorf
3. Bülach
4. Dietlikon
5. Eglisau
6. Embrach
7. Freienstein-Teufen
8. Glattfelden
9. Hochfelden
10. Höri
11. Hüntwangen
12. Kloten
13. Lufingen
14. Nürensdorf
15. Oberembrach
16. Opfikon
17. Rafz
18. Rorbas
19. Wallisellen
20. Wasterkingen
21. Wil
22. Winkel